# Tjaša Stanko
Tjaša Stanko (Maribor, 1997. november 5. –) szlovén válogatott kézilabdázó, irányító, a Győri Audi ETO KC játékosa.

## Pályafutása
Tjaša Stanko Mariborban született, fiatal korában atletizált, részt vett a 2013-as nyári európai ifjúsági olimpiai fesztiválon Utrechtben, ahol dobószámokban indult. Súlylökésben hatodik helyen végzett, gerelyhajításban ötödik lett.

### Klubcsapatokban
Kézilabda pályafutását az RK Zagorje csapatában kezdte, amellyel a 2015–2016-os szezon végén bajnoki címet szerzett. Ezt követően a Krim Ljubljanához szerződött. A 2017–2018-as Bajnokok Ligája szezonban őt választották a legjobb fiatal játékosnak. 2019 nyarán a horvát Podravka Koprivnica csapatához igazolt. Egy szezon elteltével a francia Metz Handball csapatához írt alá, ahol Grâce Zaadi pótlására szerződtették. 2021 nyarától újra a Krim játékosa. 2025-ben igazolta le a Győri Audi ETO KC.

### A válogatottban
A szlovén válogatottban 2015-ben mutatkozott be, részt vett a 2016-os és a 2018-as Európa-bajnokságon, valamint a 2017-es női kézilabda-világbajnokságon. Tagja volt a 2024-es párizsi olimpián 11. helyezett szlovén válogatottnak. A 2024-es Európa-bajnokságon a szlovén válogatott leggólerősebb játékosa volt, 48 góljával a góllövőlista harmadik helyén végzett és az All-Star csapatba is beválasztották.

## Sikerei, díjai

### RK Zagorje
- Szlovén bajnok: 2016, 2018, 2019, 2022, 2023, 2024

### Egyéni elismerés
- A Bajnokok Ligája-szezon legjobb fiatal játékosa: 2017–2018[9]
- Európa-bajnokság All-Star csapatának tagja: 2024